# Eriopygodes asiatica
Eriopygodes asiatica là một loài bướm đêm trong họ Noctuidae.